# Fernando de Castro Pires de Lima
Fernando de Castro Pires de Lima CvIP (Porto, 10 de Junho de 1908 – Porto, 3 de Janeiro de 1973) foi um médico, professor, escritor e etnógrafo português.

## Biografia
Fernando Pires de Lima nasceu a 10 de Junho de 1908 no Porto, filho de Joaquim Alberto Pires de Lima. Os de Lima são descendentes por linha feminina de D. Leonel de Lima, 1.° Visconde de Vila Nova de Cerveira, e de sua mulher D. Filipa da Cunha.
Licenciou-se no curso de Medicina da Faculdade de Medicina da Universidade do Porto.
Desempenhou as funções de assistente e diretor da Enfermaria no Hospital Geral de Santo António, foi professor de Higiene no Conservatório de Música do Porto e diretor da Biblioteca Popular e do Arquivo de Medicina Popular. Presidiu, ainda, ao Instituto de Etnografia e foi diretor do Museu de Etnografia e História do Porto na qualidade de etnógrafo.
Para além das suas obras publicadas participou, ainda, em várias publicações científicas e periódicas nacionais e estrangeiras destacando-se a "Revista de Guimarães", a "Revista Lusitana" e a "Revista de Tradiciones y Dialectologia" (Madrid). Encontra-se ainda colaboração da sua autoria nas revistas Feira da Ladra (1929-1943) e na 3.ª série da revista Germen (1935-1938). 
Foi também membro de associações científicas e culturais nacionais e estrangeiras como a Associação dos Arqueólogos do Instituto de Coimbra, a Sociedade de Antropologia e Etnologia do Porto, o Instituto de História e Etnografia de Lisboa, o Instituto de Antropologia de Paris, a Sociedade de Folklore do Brasil, a Federação das Academias de Letras do Brasil, a Associação de Escritores Médicos de Madrid, a Real Academia Galega, o Seminário de Estudos Galegos, a Associação dos Jornalistas e Homens de Letras do Porto, a Academia das Ciências, entre outros.
Foi feito Cavaleiro da Ordem da Instrução Pública a 26 de Junho de 1940.
Fernando Pires de Lima morreu a 3 de Janeiro de 1973, na cidade onde nasceu, no Porto.

## Obras
Pires de Lima foi autor de imensas obras, tais como: 
- A Metafísica perante a inquietação científica (1937)
- Cantares do Minho (1937-1942), em 2 volumes
- Tradições Populares de Entre-Douro-e-Minho (1938)
- O Vinho Verde na Cantiga Popular (1939), em colaboração com a irmã, Maria Clementina
- Salazar no vértice de oito séculos de história
- O Simbolismo Cristão na Cantiga Popular (1941)
- Ensaios (1943)
- Romanceiro Minhoto (1943), em co-autoria com o seu pai Joaquim Pires de Lima
- São João na alma do Povo (1944)
- O amor na quadra popular (1945)
- Nossa Senhora de Portugal (1947), em co-autoria com o seu pai Joaquim Pires de Lima
- A Sereia na História e na Lenda (1952)
- Manta de retalhos (1963), com prefácio do Prof. Marcelo Caetano